# Вјерово сам ти
„Вјерово сам ти“ је шести студијски албум Аде Гегаја. Издат је 1995. године